# エアポート'02
『エアポート'02』（Rough Air: Danger on Flight 534）は、2001年に制作されたテレビ映画（パニック映画）である。日本では、アルバトロス株式会社よりVHSソフトおよびDVDが発売された。WOWOWでは、『エアポート2002』のタイトルで放映された。

## あらすじ
１年前、着陸時に起こした事故のせいで休職中のアトランティック航空（ＡＪ）のマイク・ホーガン機長はロンドン滞在中に、規程で交代しなければいけない副操縦士の代わりにＡＪ534便に乗務すことになった。だが、天候不良で離陸が遅れ「定刻通り」を優先するジャック・ブルックス機長は、焦りから貨物室のドアがしっかり閉まっていなかったことを見落としてしそのまま離陸してしまう。
そして飛行中、突然貨物室のドアが吹き飛び、客室の与圧が低下、同時に吹き飛んだドアが尾翼を破損させてしまう。さらにそのときの衝撃で、ブルックス機長は頭を強く打ち、気絶してしまった。
機長に代わって操縦桿を握ったホーガンは、乗客や客室乗務員協力のもと、必死に着陸を試みる。

## スタッフ
- 監督：ジョン・カッサー
- 製作：メアリー・パンテリディス
- 脚本：ジム・マキチャック
- 撮影：デリック・V・ウンダーシュルツ
- 音楽：マーティ・サイモン

## キャスト
- マイク・ホーガン（ＡＪ航空パイロット　ＡＪ５３４便副操縦士）：エリック・ロバーツ
- ケイティ・フィリップス（ＡＪ航空　客室乗務員）：アレクサンドラ・ポール
- ジャック・ブルックス（ＡＪ航空パイロット　ＡＪ534便機長）：ケヴィン・ジュビンヴィル
- タイ・コナー（ＡＪ534便乗客　サッカー選手）：マーク・ラッツ
- トレイシー・ニコルズ（ＡＪ航空　客室乗務員）：アン・オープンショー
- ロジャー・リー（ＡＪ534便乗客　ＡＪ航空　地上整備士）：：ラッセル・ユエン
- ブライス（ＡＪ534便乗客　護送中の殺人犯）：：ディーン・マクダーモット
- マシューズ（ＡＪ534便乗客　会社役員　）：：カルロ・ロタ

### 吹き替え
- ホーガン：石田圭祐
- ケイティ：八十川真由野
- ブルックス：横堀悦夫
- ブライス：村治学
- マシューズ：小川隆市
- その他の声の吹き替え：井上智之／石塚理恵／藤井佳代子／水野千夏／有村智子／隈本吉成／高村尚枝／滝知史／横尾博之／川島得愛／水野光太／葛谷知花

## 注
1. ↑  この作品は、『大空港』に始まる「エアポート･シリーズ」とは関係がない。また、アルバトロス株式会社は、他にもエアポートを冠したタイトルでソフトを発売しているが、それらの作品とも制作上直接の関係はない。

## その他
VHSソフト、DVDのカバーはイリューシンIl-96がクラッシュランディングしているが、作中ではIl-96機ではなくエアバスA300機が舞台である。